# Лилья Дёгг Альвредсдоуттир
Лилья Дёгг Альвредсдоуттир (исл. Lilja Dögg Alfreðsdóttir; род. 4 октября 1973, Рейкьявик) — исландский политический и государственный деятель. Заместитель лидера Прогрессивной партии. В прошлом — министр культуры и торговли Исландии (2022—2024), министр туризма, торговли и культуры Исландии (2021—2022), министр науки, образования и культуры Исландии (2017—2021), министр иностранных дел Исландии (2016—2017). Депутат альтинга (парламента Исландии) с 2016 года.

## Биография
Родилась 4 октября 1973 года в Рейкьявике. Её отец Альвред Торстейнссон (Alfreð Þorsteinsson; 1944—2020) был политиком от Прогрессивной партии, членом городского совета Рейкьявика, журналистом газеты Tíminn (1962—1977) и главой футбольного клуба «Фрам» (1972—1976, 1989—1994). Её мать Гвюдни Кристьяунсдоуттир (Guðný Kristjánsdóttir; род. 1949) — гравёр.
В 1993 году окончила Рейкьявикскую среднюю школу второй ступени (MR). По программе студенческого обмена изучала политическую историю Восточной Азии в 1993—1994 годах в Женском университете Ихва в Сеуле, столице Южной Кореи. В 1998 году окончила Исландский университет, получила степень бакалавра по политологии. В 1998 году по программе студенческого обмена изучала макроэкономику и философию в Миннесотском университете. В 2001 году получила степень магистра международной экономики в Колумбийском университете в городе Нью-Йорк.
Работала в 2001—2010 годах и в 2013—2014 годах в Центральном банке Исландии, в 2010—2013 годах — советником в Международном валютном фонде (МВФ), экономическим советником в аппарате премьер-министра Сигмюндюра Давида Гюннлёйгссона в 2014—2015 годах. В 2006—2010 годах была заместителем председателя комитета по образованию города Рейкьявик.
По результатам досрочных парламентских выборов 2016 года избрана депутатом альтинга в округе Южный Рейкьявик. Переизбрана на следующих досрочных выборах 2017 года, где получила 2897 голосов. На выборах 2021 года получила 4077 голосов.
7 апреля 2016 года получила портфель министра иностранных дел Исландии в кабинете под руководством премьер-министра Сигюрдюра Инги Йоуханнссона. Занимала должность до 11 января 2017 года.
На партийном съезде в октябре 2016 года выдвинула кандидатуру на пост лидера Прогрессивной партии, получила 3 из 703 голосов. Лидером стал Сигюрдюр Инги Йоуханнссон, который получил 329 голосов и сменил Сигмюндюра Давида Гюннлёйгссона. Лилья Альвредсдоуттир избрана заместителем лидера партии.
30 ноября 2017 года получила портфель министра науки, образования и культуры Исландии в первом кабинете под руководством премьер-министра Катрин Якобсдоуттир.
28 ноября 2021 года получила портфель министра туризма, торговли и культуры Исландии во втором кабинете Катрин Якобсдоуттир. В 2022 году возглавляемое ей министерство получило название Министерство культуры и торговли. Сохранила должность в следующем коалиционном правительстве под руководством премьер-министра Бьярни Бенедиктссона. Правительство ушло в отставку 21 декабря.

## Личная жизнь
Замужем за Магнусом Оускаром Хафстейнссоном (Magnús Óskar Hafsteinsson; род. 1975), экономистом Министерства финансов Исландии. Родила двоих детей: сына Эйстейдна Альвреда (Eysteinn Alfreð; род. 2007), дочь Сигни Стейнтоуру (Signý Steinþóra; род. 2009).

## Награды
- Большой крест ордена Данеброг (2 октября 2024 года, Дания)[5]